# Christoffel I van Baden
Christoffel I van Baden (Baden-Baden, 13 november 1453 - aldaar, 19 april 1527) was van 1475 tot 1503 markgraaf van Baden-Baden en na de hereniging met Baden-Sausenberg van 1503 tot 1515 markgraaf van Baden. Hij behoorde tot het huis Baden.

## Levensloop
Christoffel I was de oudste zoon van markgraaf Karel I van Baden en Catharina van Oostenrijk, een zus van keizer Frederik III van het Heilige Roomse Rijk. 
In de steden Speyer en Freiburg kreeg hij een uitgebreide schoolopleiding. Van mei tot november 1468 ondernam hij samen met graaf Everhard V van Württemberg een pelgrimstocht naar Jeruzalem, waar hij en zijn 24 adellijke begeleiders op 12 juli 1468 in de Heilig Grafkerk tot ridder in de Orde van het Heilig Graf geslagen werd.
Na de dood van zijn vader werd Christoffel samen met zijn broer Albrecht in 1476 markgraaf van Baden-Baden. Albrecht kreeg echter Baden-Hachberg als erfdeel toegewezen, waardoor Christoffel eigenlijk alleen het markgraafschap Baden-Baden bestuurde. Deze erfverdeling met zijn broer was echter tijdelijk en in 1482 werd er een definitieve regeling afgesloten. Daarbij gaf Albrecht op voorwaarde van een rentebetaling zijn aandeel van het markgraafschap Baden-Baden op, waardoor het regeringsgebied van Christoffel de facto onverdeeld bleef. Toen Albrecht in 1488 kinderloos stierf, viel het graafschap Baden-Hachberg definitief terug aan Christoffel.
Door zijn moeder had hij een nauwe relatie met het keizerlijke huis Habsburg, iets wat zijn hele regeerperiode bepaalde. In 1477 vocht hij aan de zijde van keizer Frederik III tegen Karel de Stoute. Onder keizer Maximiliaan I liet hij zich dan weer opmerken als een dapper en succesvol veldheer, voornamelijk in de Habsburgse Nederlanden. Keizer Maximiliaan I liet zijn dank tegenover Christoffel blijken door zijn heerschappij in het westen van zijn rijk aan hem af te staan. Zo kreeg hij onder meer het stadhouderschap van het hertogdom Luxemburg toegewezen. Ook werd Christoffel in 1491 in Mechelen toegelaten tot de Orde van het Gulden Vlies.
In 1489 werd Christoffel lid van de Zwabense Bond. Dit veroorzaakte zijn bemoeienissen om een vriendschappelijke relatie op te bouwen met zijn buurlanden. Om de vrede in het zuidwesten van Duitsland te bewaren, concentreerde hij zich dan ook vooral op de interne opbouw van zijn rijk. Onder zijn heerschappij liet hij ook het Nieuwe Slot van Baden-Baden bouwen, waar hij in 1479 zijn residentie nam.
Op 31 augustus 1490 sloot hij met markgraaf Filips van Baden-Sausenberg, een heel ver familielid van hem, een erfverdrag en al tussen 1490 en 1493 liet Filips het beheer van zijn regeergebieden over aan Christoffel. Toen Filips op 5 september 1503 zonder mannelijke nakomelingen kwam te overlijden, erfde Christoffel de heerlijkheid Rötteln, het landgraafschap Sausenberg en de heerlijkheid Badenweiler. Hiermee was het vroegere markgraafschap Baden opnieuw herenigd.
Filips dochter Johanna werd na zijn overlijden gravin van Neuchâtel en huwde in 1504 met Lodewijk van Orléans, die ook de titel van markies van Rothelin droeg. Met de hulp van enkele bondgenoten en het koninkrijk Frankrijk maakte Johanna haar aanspraken op de gebieden van haar vader geldig. Na de dood van Johanna in 1543 werd de erfstrijd verdergezet door haar zoon François, die zich ook markies van Rothelin liet noemen. Uiteindelijk werd de erfstrijd in 1581 beëindigd na het betalen van 225.000 gulden door de markgraven van Baden. Ook de Oostenrijkse tak van het huis Habsburg maakte zijn aanspraken op het landgraafschap Breisgau geldig. Deze erfstrijd zou pas in 1741 bijgelegd worden nadat de markgraven van Baden-Durlach 230.000 gulden hadden betaald.
Omdat hij tegen het einde van zijn regering lichamelijk en geestelijk verzwakt was, besloot hij in 1515 af te treden als markgraaf van Baden, waarna zijn rijk aan zijn drie zoons Filips, Bernhard III en Ernst schonk. In 1516 werd Christoffel definitief onder de voogdij van zijn zoons geplaatst en tegen zijn dood in 1527 had hij zijn verstandelijke vermogens volledig verloren. 

## Huwelijk en nakomelingen
Op 30 januari 1469 huwde Christoffel met Ottilia van Katzenelnbogen (1451-1517), een kleindochter van graaf Filips I van Katzenelnbogen. Ze kregen vijftien kinderen:
- Ottilia (1470-1490), abdis in de abdij van Pforzheim
- Jacob (1471-1511), aartsbisschop van Trier
- Maria (1473-1519), abdis in de abdij van Lichtenthal
- Bernhard III (1474-1536), markgraaf van Baden en daarna markgraaf van Baden-Baden
- Karel (1476-1510), kanunnik in Straatsburg en Trier
- Christoffel (1477-1508), kanunnik in Straatsburg en Trier
- Filips (1478-1533), markgraaf van Baden
- Rudolf (1481-1532), kanunnik in Mainz, Keulen, Straatsburg en Augsburg
- Ernst (1482-1553), markgraaf van Baden en daarna markgraaf van Baden-Durlach
- Wolfgang (1484-1522)
- Sibylla (1485-1518), huwde in 1505 met graaf Filips III van Hanau-Lichtenberg
- Rosine (1487-1554), huwde in 1503 met graaf Frans Wolfgang van Hohenzollern en daarna met graaf Johan van Ow-Wachendorf
- Johan (geboren en overleden in 1490)
- Beatrix (1492-1535), huwde in 1508 met paltsgraaf Johan II van Palts-Simmern
- George (geboren en overleden in 1493)